# Platzbauch
Der Platzbauch ist ein spontanes Aufplatzen einer Laparotomiewunde mit Fasziendehiszenz (Dehiszenz = Auseinanderweichen) und Prolabieren (Vorfallen) von Netz, Darmanteilen oder Organen.
Beim Platzbauch handelt es sich um einen medizinischen Fachausdruck. Man bezeichnet damit eine Komplikation nach einem operativen Baucheingriff mit oft sichtbarem Vorfall von Eingeweiden. Andere Begriffe, die mitunter synonym benutzt werden, sind die Wunddehiszenz oder Bauchnahtinsuffizienz, wobei diese aber den Zustand nicht ausreichend präzise beschreiben.
Der Code für Platzbauch (ohne Kaiserschnitt- und geburtshilfliche Dammwunden) in der internationalen Krankheitsklassifikation lautet T81.3.

## Einteilung
Zu unterscheiden ist ein
- kompletter oder offener Platzbauch mit Aufreißen aller Bauchnähte und ein
- inkompletter oder subkutaner Platzbauch, bei dem die tragende Nahtschicht aufreißt, die Hautnaht aber noch hält.

## Diagnose
Typischerweise tritt dieses Ereignis zwischen dem 4. und 6. postoperativen Tag ein. Die Diagnose des akuten kompletten Platzbauches ist leicht zu stellen, da dieser meist bereits bei der Wundinspektion erkennbar ist. Ein inkompletter Platzbauch ist nicht so leicht erkennbar. Eine unstillbare klare (seröse) Wundsekretion gibt einen Hinweis. Hier können Ultraschall und CT die Diagnose erhärten.

## Pathogenese und Ätiologie
Der Platzbauch ist keine seltene Komplikation eines Baucheingriffes. Begünstigt wird der Platzbauch durch
- stark schwankende Bauchdrücke
  - Hustenstöße
  - unvorsichtige, zu schnelle Mobilisation nach Operationen (bei übergewichtigen Patienten)
- lang anhaltende Bauchdrucksteigerung
  - überblähter Darm oder Verstopfung
  - Aszites
- verminderte Heilung durch
  - diabetische Mikro- und Makroangiopathie
  - chronische Niereninsuffizienz
  - konsumierenden Erkrankungen (Krebs)
  - chronischer Leberschaden
  - akute, nicht korrigierte Stoffwechselstörungen
  - Wundinfektion
  - Chemotherapie, Bestrahlung
- überdehnte oder geschwächte Bauchdecken
  - Übergewicht
  - große Bauchschnitte (durch laparoskopische Eingriffe sind große Schnitte unnötig, was die Zahl der Wundkomplikationen senkt).

## Vorbeugung
Man kann dem Platzbauch durch eine elastische Leibbinde entgegenwirken.

## Behandlung
Das akute Ereignis wird im Regelfall dringlich operiert:
- Inspektion der Bauchhöhle zum Ausschluss kausaler Ursachen,
- Anfrischung der Wundränder,
- zusätzliche, durchgreifende, entlastende vom Wundrand entfernte Nähte (werden noch von vielen Chirurgen favorisiert) und schließlich
- erneuter Bauchdeckenverschluss.
- postoperatives Bauchmieder oder eine elastische Leibbinde (siehe oben)

Chronische Verläufe oder konservativ behandelte gedeckte Platzbäuche münden in einem Narbenbruch. Dieser wird dann frühestens nach einem halben bis einem Jahr operativ versorgt.

### Fallbeschreibungen
- Platzbauch nach Kaiserschnitt
- Platzbauch bei extremer Adipositas